# Parada de Salesians (TRAM Alicante)
Salesians es una parada del TRAM Metropolitano de Alicante donde presta servicio la línea 3. Está situada en la zona residencial sur de Campello.

## Localización y características
Se encuentra ubicada junto a la calle Frares, desde donde se accede, al lado del colegio Salesianos de Campello. En esta parada se detienen los tranvías de la línea 3. Dispone de dos andenes y dos vías.

## Líneas y conexiones
| << Cabecera | < Estación | Línea | Estación >    | Cabecera >> |
| ----------- | ---------- | ----- | ------------- | ----------- |
| Luceros     | Fabraquer  |       | Pla Barraques | Campello    |